# Tornar a començar (pel·lícula de 2015)
Tornar a començar (títol original en anglès, Waffle Street) és una pel·lícula de drama i comèdia estatunidenca del 2015 dirigida per Eshom Nelms i Ian Nelms i protagonitzada per Danny Glover i James Lafferty. És una adaptació cinematogràfica de les memòries homònimes de James Adams, publicades per Sourced Media Books el 2010. Resumeix una història a l'opulència a la misèria, a través del viatge d'autodescobriment i redempció d'Adams després de perdre la seva feina com a vicepresident d'un fons de cobertura multimilionari i trobar feina com a cambrer en un restaurant local obert les 24 hores. S'ha doblat al català per TV3.
Es va rodar a Lehi (Utah) el 2014, amb la majoria de les escenes filmades en un restaurant local anomenat One Man Band. Va rebre el premi a la millor pel·lícula narrativa al Festival de Cinema de Hollywood de 2015, el premi del públic a la millor pel·lícula del Festival de Cinema Red Rock de 2015 i del premi Andretta Carpe Diem a la millor pel·lícula al Festival de Cinema de Woodstock de 2015. Inicialment, es va estrenar el 24 de setembre de 2015.

## Repartiment
- Danny Glover com a Edward Collins
- James Lafferty com a James "Jimmy" Adams
- Julie Gonzalo com a Becky Adams
- Dale Dickey com a Crazy Kathy
- Adam Johnson com a Matthew Linslow
- Marshall Bell com a Miles Drake III
- Ernie Lively com a Wright Adams
- Yolanda Wood com a Jaqui White
- Aubrey Reynolds com a Mary Lynn Parks
- Michelle Lang com a Nancy Linslow